# Maltežan
Maltežan je pasma psov, po videzu sicer podobna družnim psom z vzhoda.

## Zgodovina
Mnenja o izvoru tega psa si zelo nasprotujejo. Nekateri menijo, da je nastala na otoku Mljetu, drugi imajo za njegov dom Sicilijo ali Malto. Vsi pa se strinjajo, da je vrsta stara že več stoletij. Portreti kraljevskih osebnosti s psički v naročju kažejo, da se njihova zunanjost ni veliko spremenila. Maltežanu se nikoli ni bilo treba preživljati z delom, evropsko plemstvo ga je redilo za družbo. V Veliko Britanijo je prišel prvi primerek med vladavino Henrika VIII. Tu je bil maltežan zelo priljubljen vse do konca 19. stoletja. Takrat so pripeljali z vzhoda pritlikave pasme, ki so maltežana zasenčile. Nikoli pa ni bil v nevarnosti, da bi izumrl, in danes je zelo znan v Veliki Britaniji ter Združenih državah Amerike.

## Narava in potrebe pasme
Dolgo dlako je treba vsak dan skrbno negovati in psa pogosto kopati. Rad ima veliko gibanja, ne smemo pa ga voditi ven v ostrem mrazu ali nalivih, saj bi lahko dobil pljučnico.

## Opis
Samci so visoki 21–25 cm, samice pa 20–23 cm. Težek je 3–4 kg. Glavo ima srednje veliko z izrazitim čelom. Smrček je črn. Uhlja sta dolga in viseča, bujno prekrita z dlako. Oči so temnorjave in ovalne. Rep se zvija nad hrbet in je bujno odlakan. Dlaka je bela, ravna, dolga in svilena. Trup je zbit in kratek, hrbet je raven.